# Torben Springborn

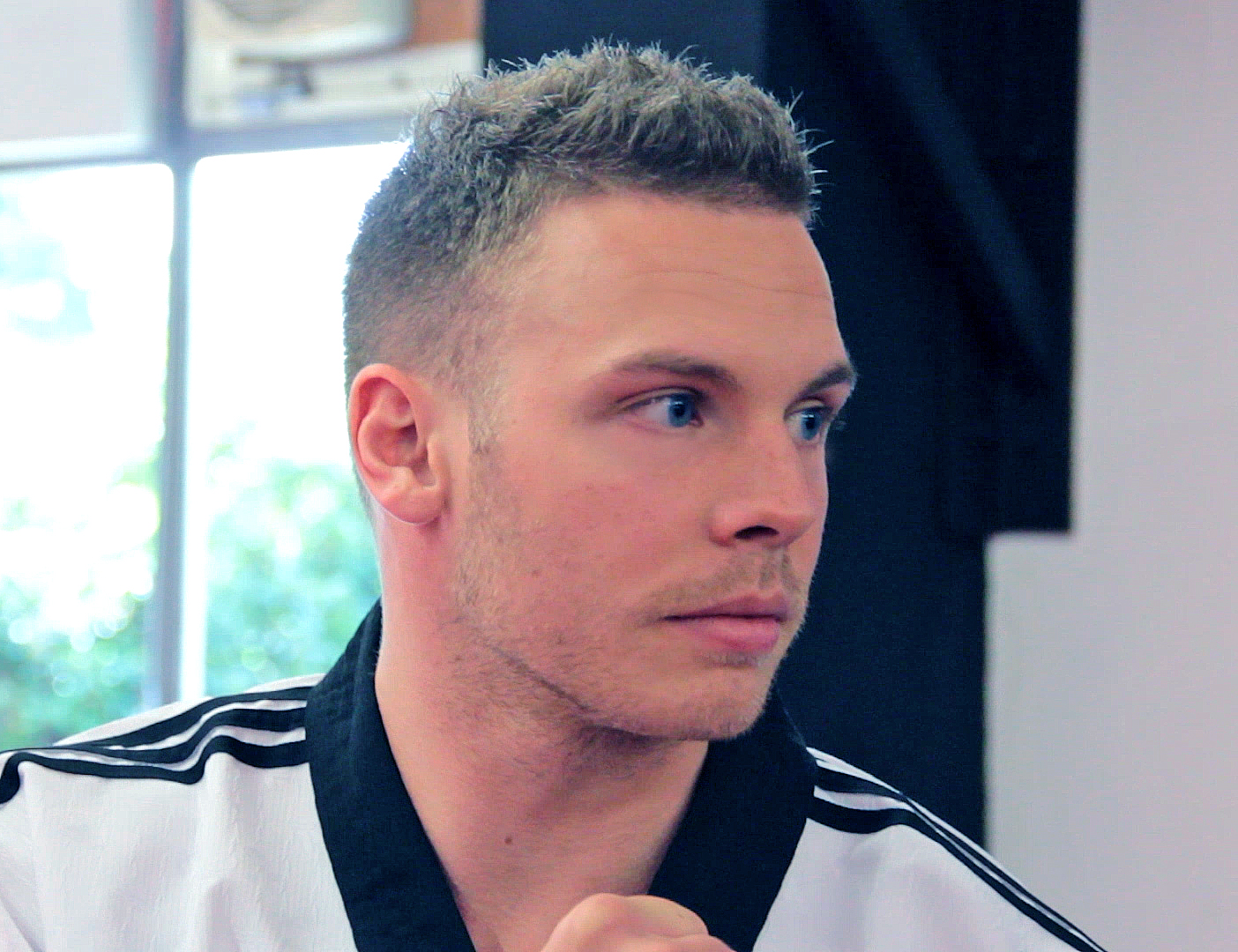
Torben Springborn

Torben Springborn (* 6. Dezember 1990 in Hamburg, aka Turbo Torben) ist ein deutscher Webvideoproduzent, Kampfkünstler, Weltrekordhalter, WM Finalist und Gewinner der ProSieben Sendung "Germanys Next Showstars".

## Leben
Springborn trainiert seit seinem 14. Lebensjahr Taekwondo.
Später kam auch noch Kickboxen dazu, wo er in den Kategorien Vollkontakt, Leichtkontakt, Semi-Kontakt und Musikformen startete.
Im Jahr 2009 gewann er mit seinem Team "Energetrix" die Pro7 Fernsehsendung "Germanys Next Showstars".
Außerdem konnte er im selben Jahr einen neuen Weltrekord im High-Kick über 3 Meter aufstellen.
Am 4. Dezember 2011 bestand er seine Prüfung und ist damit Träger des 1. Dans im Taekwondo.
2014 startete er seine Karriere als YouTuber und auf Instagram unten den Namen Turbo Torben und turbotorben612. Mittlerweile hat er über 4,9 Millionen Aufrufe. 

## Karriere / Erfolge
- 2007 Internationaler Flora Pokal 1. Platz[5]
- 2009 Fernsehshow Gewinner mit dem Team "Energetrix" bei "Germanys Next Showstars" Pro7[6][7]
- 2009 Weltrekord über 3 Meter High-Kick[8][9]
- 2010 DJ Bobo Fantasy Europatour[10]
- 2011 Deutsche Meisterschaften WAKO 1. Platz[11]
- 2011 German Classics Grand Champion Formen[12]

- 2011 WAKO Deutschlandpokal 1. Platz Freestyle-Formen Hardstyle + 1. Platz Freestyle-Waffen-Formen Hardstyle[13]

- 2011 WAKO World Championships WM Dublin 4. Platz[14]

- 2013 German Open Poomsae WTF 2. Platz Freestyle Einzel[15][16]
- 2015 Darsteller bei der 50 Jahre-Taekwondo-Gala[17]

- 2017 Actor Musikvideo Schwester[18]